# Eugenio Visdomini
Eugenio Visdomini (Parme, 1540 - Parme, 6 mai 1622) est un écrivain poète et juriste italien secrétaire des ducs de Parme Alessandro et Ranuccio Farnese et gouverneur de Novare

## Biographie
Eugenio Visdomini était issu de la très-ancienne famille Vicedomini, de Parme, ainsi nommée parce qu’elle avait possédé la vice-seigneurie de Montecchio. Il reçut, en 1570, le laurier doctoral à la double faculté de droit ; mais il abandonna la jurisprudence pour la culture des lettres. Ayant épousé Claudia Noceti, noble parmesane, aussi passionnée célèbre pour ses poésies, leur maison devint le rendez-vous habituel de tous les beaux esprits. Ces réunions littéraires donnèrent naissance, en 1574, à l’Accademia degli Innominati, qui, dans sa courte durée, compta parmi ses membres des hommes tels que Guarini, Baldi, Manfredi et le Tasse. Le duc Octave Farnèse nomma Visdomini gouverneur de Novare, et le choisit ensuite pour secrétaire, charge dont il remplit les fonctions avec la plus grande fidélité. Visdomini fut également honoré de la confiance du duc Ranuccio ; ce prince le députa au Sénat de Venise, avec Pomponio Torelli ; mais on ignore le sujet de cette ambassade. Ayant abandonné la gestion de ses biens à son fils, il coula le reste de ses jours dans un loisir studieux, et mourut le 6 mai 1622.

## Œuvres principales
- Traduction in ottava rima du poème de Sannazar, De partu Virginis, Parme, 1575, in-12 ;
- Raccolta di diverse compositioni sopra le vittorie acquistate in Fiandra da Alessandro Farnese (plusieurs pièces), Viotti, Parme, 1586 ;
- Pièces de théâtre : l’Erminia, pastorale ;
- Trois tragédies : Il Cristo, l’Amato et Œdipo ;
- une traduction de l’Iliade et  de l’Odyssée d’Homère ;
- un poème comique en vingt-huit chants : Le Nozze del Sole e della Luna ;
- un poème héroïque, Parma vittoriosa ;
- l’oraison funèbre du comte Pomponio Torelli.